# Пресненська набережна
Пресненська набережна (рос. Пресненская набережная) — набережна, розташована на лівому березі Москви-ріки в Пресненському районі між Краснопресненською набережною і Тестовською вулицею. Проходить уздовж ділового центру Москва-Сіті. Тут розташована станція метро Виставкова.

## Походження назви
Пресненська набережна, відома за планами Москви з кінця XIX століття і названа по місцевості Пресня, в свою чергу отримала назву по імені річки Пресня, в 1955 році була перейменована в пам'ять революції 1905 року. Історична назва Пресненська набережна було повернуто західній частині Краснопресненської набережної в 2007 році.

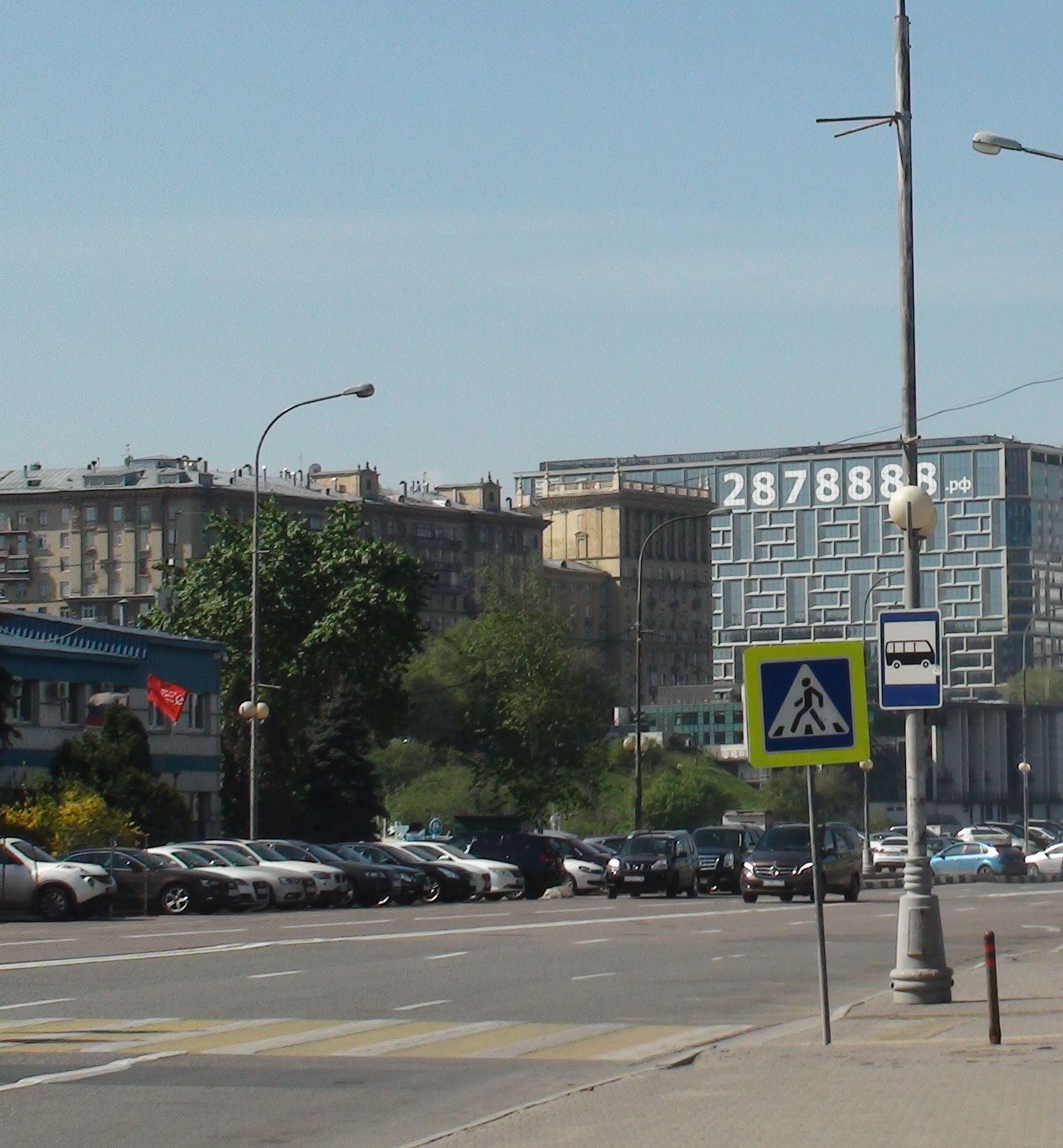
Пресненська набережна. Вид від Москви-ріки (2015).

Пресненська набережна продовжує Краснопресненську в місці примикання до останньої Виставкового провулка (на розі з яким знаходиться станція метро Виставкова), проходить на південний захід під пішохідним мостом «Багратіон» уздовж Московського міжнародного ділового центру Москва-Сіті і, трохи не доходячи до Третього транспортного кільця, у Дорогомиловського автодорожнього моста, відвертає від річки на захід і переходить в Тестовську вулицю.